# Gilroes Cemetery (Leicester)
Gilroes Cemetery – cmentarz wielowyznaniowy w mieście Leicester w Wielkiej Brytanii. Cmentarz otwarty w 1902 roku. Od tego momentu odbyło się ponad 130 tysięcy pochówków. Cmentarz otoczony zielenią z ogrodem pamięci. Na terenie cmentarza znajduje się krematorium, gdzie rocznie odbywa się ponad 3 tysiące kremacji. Obok cmentarza znajduje się duży parking przy ul. Groby Road.
Na cmentarzu pochowani są m.in.:
- Robert James Lees - pisarz, kaznodzieja i uzdrowiciel,
- Bennett Southwell - członek zespołu w Royal Navy, odznaczony pośmiertnie Krzyżem Jerzego.